# شادیهای زندگی ما
شادی‌های زندگی ما  فیلمی به کارگردانی محمود کوشان و نویسندگی پرویز خطیبی محصول سال ۱۳۵۴ است.

## داستان
استوار یکم محمدعلی خان پاسبان وظیفه‌شناسی است که با مادر و خواهرهایش زندگی می‌کند
و رضا دزدی هست که پاسبان به دنبال اوست....

## بازیگران
- ناصر ملک‌مطیعی
- رضا بیک‌ایمانوردی
- حمیده خیرآبادی
- علی زاهدی
- علی میری